# Gerd Gaiser

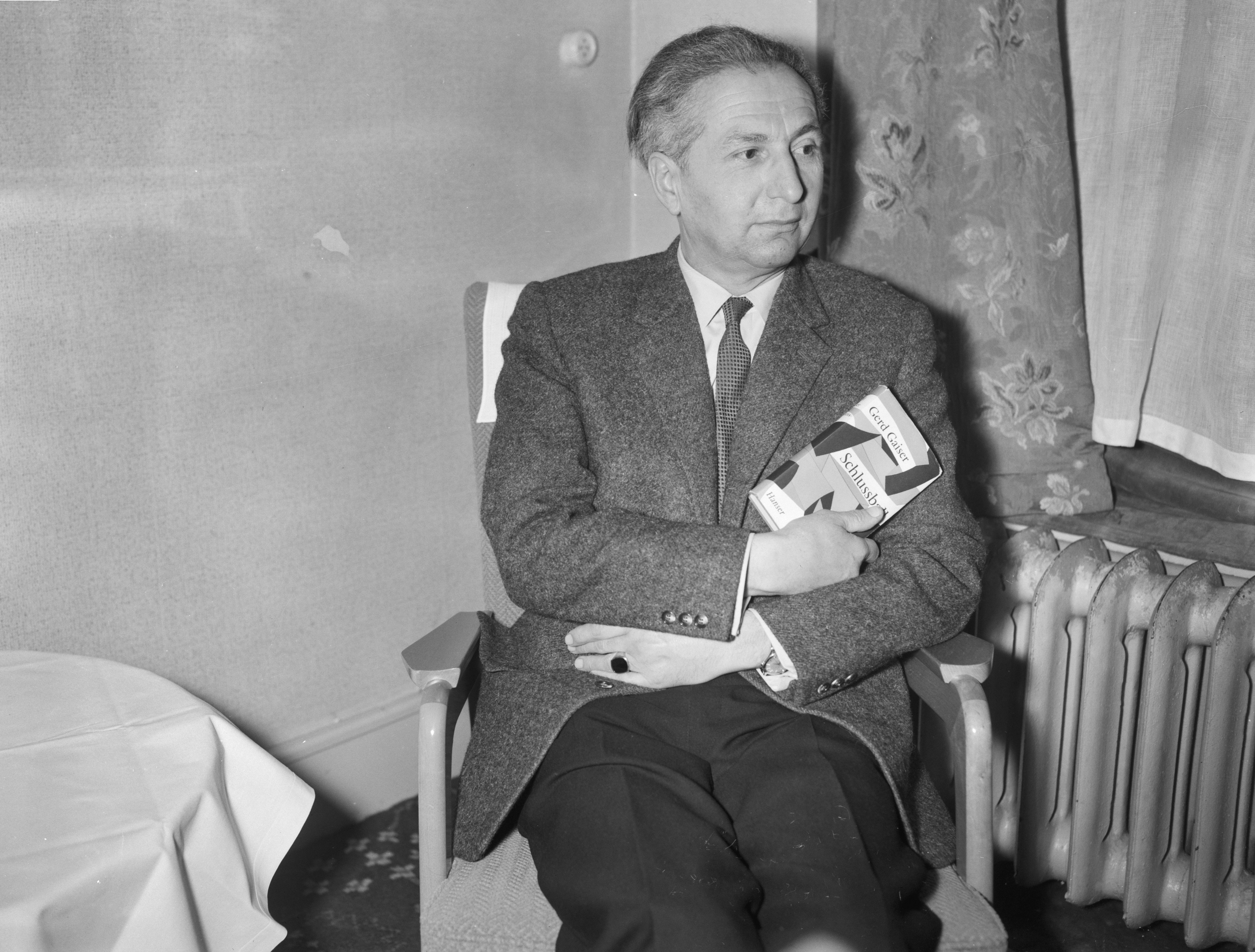
Gerd Gaiser in Amsterdam (1960)

Gerd Gaiser (* 15. September 1908 in Oberriexingen; † 9. Juni 1976 in Reutlingen) war ein deutscher Schriftsteller. Seine wichtigsten Werke sind der expressive Kriegsroman Die sterbende Jagd aus dem Jahre 1953 und der fünf Jahre später veröffentlichte Roman Schlußball.

## Leben
Gaiser, Sohn eines evangelischen Pfarrers, besuchte zunächst nach bestandenem Landexamen – gemeinsam mit Albrecht Goes – die evangelischen Klosterschulen in Schöntal sowie Urach. Nach dem dort abgelegten Abitur studierte er Malerei und Kunstgeschichte in Stuttgart, Königsberg und Dresden. 
1933 trat er dem NS-Lehrerbund bei. Am 19. Oktober 1937 beantragte er die Aufnahme in die NSDAP und wurde rückwirkend zum 1. Mai desselben Jahres aufgenommen (Mitgliedsnummer 5.368.713). 1934 promovierte er an der Universität Tübingen mit einer Arbeit über Die Plastik der Renaissance und des Frühbarock in Neukastilien. 
Er arbeitete im Schuldienst als Kunstlehrer und schrieb als Autor für die Zeitschriften Das Innere Reich und Das Reich.
Im Jahre 1941 erschien sein Gedichtband Reiter am Himmel, ein, so der Germanist Reinhold Grimm, „widerliche[s], durch und durch nazistische[s] [...] Produkt“. 
Im Jahre 1943 sollte ein zweiter Band, Gesang von Osten, erscheinen.
1941 wurde er als Leutnant der Reserve zur Luftwaffe der Wehrmacht eingezogen und war im Jagdgeschwader 27 eingesetzt. Ein Jahr später wechselte er zum Jagdgeschwader 1 und später zum Jagdgeschwader 11. 
Am 1. Juli 1943 erreichte ihn die Beförderung zum Oberleutnant der Reserve und er wechselte in den Stab des Jagdfliegerführers Rumänien als Dritter Generalstabsoffizier. 1944 wechselte er in gleicher Stellung zum Jagdfliegerführer Oberitalien, erlebte dort das Kriegsende und geriet in Kriegsgefangenschaft.
In der Nachkriegszeit arbeitete Gaiser als Maler, seit 1947 wieder als Lehrer; von 1962 bis zu seiner Emeritierung 1973 war er Professor für Kunsterziehung an der Pädagogischen Hochschule Reutlingen.
Gaiser war seit 1959 mit der Malerin Irene Widmann (1919–2011) verheiratet.

## Bedeutung
Gerd Gaisers Reiter am Himmel schloss stilistisch an der Kleist-Begeisterung der deutschen Moderne an. Das Debüt bezeichnete der Kritiker Marcel Reich-Ranicki schlicht als „Reichslyrik“ und der Literaturwissenschaftler Reinhold Grimm attestierte dem Autor noch 2001 mit seinem Debüt Parteinahme für den Nationalsozialismus.
In seinem ersten Roman Eine Stimme hebt an, in dem er die Ankunft eines Heimkehrers in seine Kleinstadt schildert, zeigt sich Gaisers Könnerschaft im Verfassen atmosphärischer Stimmungen.
1953 erschien sein vielleicht stärkstes Werk, das Kriegsbuch Die sterbende Jagd, in dem er den Luftkrieg kaleidoskopartig, mit zahlreichen Schnitten und wechselnder Fokussierung darstellt. Das Werk weist Gaiser als Vertreter der modernen Literatur aus, der sich symbolistischer wie expressionistischer Stilmittel bediente, aber auch auf die Sprache des Testaments zurückgriff. Walter Hinderer wies jedoch auch auf die Schwäche des Romans hin: „Der Ideologie nach unterscheidet sich Gaisers Roman wenig von den Kriegsromanheften.“
Sein folgender Roman Das Schiff im Berg wurde zwar von Friedrich Sieburg gewürdigt, doch zeigt sich wie in dem Romandebüt ein Gefälle zwischen der Darstellungskunst und der auf die Figuren und damit die Handlung abfärbenden kulturkritischen Grundierung; die Unmittelbarkeit des Ausdrucks, der scheinbar vorreflexive Stil und die dichte Atmosphäre, die Gaiser durch modernistische Mittel erreicht, vertragen sich nicht mit der teils plumpen Zeichnung der Figuren, die als Typen einer Gesinnung gestaltet und daher eindimensional sind, wie sie in ihren Handlungen störrisch erscheinen und damit eine schematische Gegenüberstellung provozieren. Die Hauptfigur des Romans, der Prähistoriker Hagmann, ist ein Jünger’scher Anarch, der die satirisch überzeichnete Dorfgemeinschaft, die Gewinnabsichten verfolgt und somit stellvertretend für die gierige, unzureichende Gesellschaft der Wirtschaftswunderzeit steht, hämisch kommentiert. Die Polarisierung und Eindeutigkeit, die dem Kriegsroman entgegenkamen, führen in den beiden Gegenwartsromanen Gaisers jedoch zur Simplizität der Figuren, die ihre Handlung nur durch ein Sosein rechtfertigen können. Anlässlich des Romans meinte Wolfgang Grözinger, dass der „Schwerpunkt seines Schaffens nicht im Zeitroman liegt, sondern in einem neuen Naturerleben, in das der geschichtliche Raum und das Schicksal immer wieder einbrechen.“
In seinem sich gut verkaufenden Roman Schlussball zeigte sich erneut die Diskrepanz zwischen der Könnerschaft in Komposition und Stil einerseits und der Schwäche der Figuren wie mangelnden Reflexion ihrer Motive andererseits. Die Figur Soldner, Heimkehrer und Gymnasiallehrer, ist in seiner Eigenwilligkeit und Zivilisationskritik als Wiedergänger des Historikers aus Das Schiff im Berg zu erkennen. Der Literaturwissenschaftler Manfred Durzak machte klar, dass der Roman ein „formal gekonntes episches Mosaik aus dreißig kurzen Erinnerungsmonologen sei“, der, „unter dem Aspekt der technischen Bravour, Bölls ähnlich strukturiertem Roman ‚Billard um halb zehn‘ überlegen“ sei. Tatsächlich sind die Vorzüge Gaisers nicht zu verleugnen, doch Ursula Knapp hebt den Mangel der Gaiserschen Großprosa erneut hervor: „Auch in Schlußball [stehen] zwei Positionen antithetisch gegenüber. Statt einer ‚Vielfalt der Betrachtungsweisen‘ […] kommt nur mehr eine Bewertung der Ereignisse in Betracht, nämlich die der Positiv-Figuren.“ Ursula Knapp deutet weiterhin an, dass die von Gaiser angebotene Eindeutigkeit auch als Verbindlichkeit gelesen werden könne und die Zivilisationskritik als Aufforderung zur Selbstgenügsamkeit.
Auffällig ist die eigenwillige Namenswahl seiner Figuren. Der Spiegel meinte anlässlich Am Paß Nascondo 1960: „Wie in allen seinen Büchern tut sich Gaiser auch hier wieder besonders als Namen-Kauz hervor: Seine Personen heißen ‚Rezabell‘, ‚Gepa‘, ‚Guscha‘ oder ‚Flux‘ und leben in ‚Puntmischur‘, ‚Calvagora‘, ‚Targmüns‘ oder ‚Vioms‘“. Der Spiegel verortete Gaiser in die Schreibschule Jüngers. Stärker als ein mythologischer oder symbolischer Verweis wie bei Jüngers Auf den Marmorklippen – trotz nachweislicher Anleihen – dürfte die Erzeugung eines surrealistischen Zwischenraums sein. Teils erinnern die phantasievollen Namen an die Jugendbewegung und ihre Initiation, unter anderem durch die Vergabe eines Fahrtennamens. Gaiser antwortete Horst Bienek im Rahmen der Werkstattgespräche: „Das Namengeben ist eine offenbar uralte Weise der Bewältigung. Der Mensch, im zweiten Kapitel der Genesis, ergreift Besitz von einer Welt, indem er Namen austeilt.“
Gaiser hatte nach dem Krieg Erfolg als Schriftsteller und genoss auch die Wertschätzung konservativer Literaturkritiker wie Hans Egon Holthusen und Friedrich Sieburg. Diese waren ähnlich wie Gaiser in das NS-System verstrickt gewesen, verloren jedoch mit dem Bedeutungsgewinn der Gruppe 47 an Einfluss. Führende Literaturkritiker aus dieser Gruppe, darunter Walter Jens und Marcel Reich-Ranicki, engagierten sich offen gegen eine mögliche Etablierung des nationalsozialistisch vorbelasteten und in ihren Augen literarisch wenig bedeutenden Gaiser zu einer Galionsfigur der deutschen Nachkriegsliteratur und förderten stattdessen gezielt Heinrich Böll, den sie als den für diese Rolle politisch und literarisch geeigneteren Autor betrachteten. Gaisers Erzählungen fanden sich bis in die 1970er Jahre in zahlreichen Anthologien und Schullesebüchern, bis 1990 (Schlußball bei Fischer) erschienen noch regelmäßig Bücher von ihm in Taschenbuchausgaben. Seither ist er in Vergessenheit geraten.
Typisch für die wechselhafte Konjunktur des Schriftstellers Gaiser ist das Urteil von Marcel Reich-Ranicki. Bescheinigte er ihm 1963 in Der Fall Gerd Gaiser bei aller Kritik immerhin noch, dass er „in […] Fragmenten, zumal in manchen Episoden der Sterbenden Jagd, sowie in einer Anzahl kleinerer Erzählungen […] eine außerordentliche Intensität der Darstellung zu erreichen“ vermöge, erklärte er 2008 in der Frankfurter Allgemeinen Sonntagszeitung: „Ich jedenfalls werde nach 42 Jahren nicht noch einmal diese meist ziemlich scheußlichen Bücher von Gaiser lesen.“ 2010 schrieb er in derselben Zeitung, dass „dieser Gaiser ein Nationalsozialist“ gewesen sei, und sprach von „seine[n] leider nicht ganz unbegabten Bücher[n]“.

## Auszeichnungen
- 1951: Fontane-Preis
- 1955: Preis der Bayerischen Akademie der Schönen Künste
- 1959: Immermann-Preis
- 1960: Wilhelm-Raabe-Preis
- 1976: Verdienstmedaille des Landes Baden-Württemberg

## Werke (Auswahl)
- Reiter am Himmel (Gedichte). Albert Langen / Georg Müller, München 1941.
- Zwischenland (Erzählungen). Hanser, München 1949.
- Eine Stimme hebt an (Roman). Hanser, München 1950.
- Die sterbende Jagd (Roman). Hanser, München 1953.
- Das Schiff im Berg (Roman). Hanser, München 1955.
- Einmal und oft (Erzählungen). Hanser, München 1956.
- Gianna aus dem Schatten (Novelle). Hanser, München 1957.
- Aniela (Erzählung). Hanser, München 1958.
- Schlußball (Roman). Hanser, München 1958.
- Gib acht in Domokosch (Erzählungen). Hanser, München 1959.
- Revanche (Erzählungen). Reclam, Stuttgart 1959.
- Sizilianische Notizen. Hanser, München 1959.
- Am Pass Nascondo (Erzählungen). Hanser, München 1960.
- Klassiker der modernen Malerei (Reihe Das kleine Kunstbuch). Knorr & Hirth Verlag GmbH, München und Ahrbeck/Hannover 1962.
- mit Konrad Helbig: Tempel Siziliens. Insel, Frankfurt am Main 1963.
- Gazelle, grün. Erzählungen und Aufzeichnungen. Hanser, München 1965.
- Der Mensch, den ich erlegt hatte. (Erzählungen). Goldmann, München 1965.
- Merkwürdiges Hammelessen. (Erzählungen), Fischer, Frankfurt am Main/Hamburg 1971.
- Der Motorradunfall (Erzählungen). Heyne, München 1972.
- Ortskunde (Heimatschilderungen). Hanser, München 1977.